# 波蒂奇克里克 (阿拉斯加州)
波蒂奇克里克（英語：Portage Creek）是位於美國阿拉斯加州迪靈漢人口普查區的一個非建制地區和人口普查指定地區。根據2010年美國人口普查，該地共人口2人，而該地的面積約為33.30平方千米。

## 地理
波蒂奇克里克的座標為58°54′22″N 157°43′00″W / 58.90611°N 157.71667°W，而該地的平均海拔高度為12米（即40英尺）。